# Benoît di Montferrand
Benoît di Montferrand (... – forse a Nyon, 7 maggio 1491) è stato un vescovo cattolico svizzero.
È stato vescovo di Coutances dal 1470 al 1476 e vescovo di Losanna dal 1476 fino alla sua morte.

## Biografia
Benoît proveniva da una nobile famiglia della Bugey, era il figlio di Pierre, signore di Montferrand.  Era un antoniano, studiò a Parigi e nel 1460 fu indicato per la prima volta abate di Sant'Antonio di Vienne.
Dal 1470 al 1476 fu vescovo di Coutances e il 15 luglio 1476 trasferito da papa Sisto IV a Losanna in sostituzione del nipote Giuliano della Rovere, che a sua volta lo sostituì a Coutances.
Nel 1478 divenne anche abate commendatario di Lutry.
Nel 1481 i cittadini di Losanna elessero, contro la volontà del vescovo, un consiglio. Ci fu un morto nel gennaio del 1482, e a causa di ciò ci fu una sommossa e alcune case furono saccheggiate, tra cui due di canonici. Seguì uno scontro di competenze per chi dovesse punire i colpevoli, tra il vescovo e il capitolo. La sollevazione si allargò e ci furono ulteriori saccheggi. I cittadini si rivolsero per chiedere giustizia addirittura all'imperatore. Il duca di Savoia fu incaricato, in qualità di vicario temporale, di giudicare la cosa e condannò il vescovo al pagamento di una multa che il vescovo si rifiutò di pagare.
Per trattare con la città di Losanna che era in lotta per l'indipendenza ed era sostenuta dal ducato di Savoia, cercò il sostegno di Berna e di Friburgo. La situazione si ricompose solo nel 1483.